# 大阪市電5系統
大阪市電5系統は、かつて大阪市交通局が経営していた大阪市営電気鉄道（大阪市電）の運転系統（1959年（昭和34年）当時）。及び、その路線名。

## 概要
- 所属車庫：今里車庫
- 色別：■

## 駅一覧
| 駅名           | 接続路線                                                              | 道路名                      | 所在地 |
| -------------- | --------------------------------------------------------------------- | --------------------------- | ------ |
| 玉船橋         | 大阪市電：安治川源兵衛渡方面                                          |                             | 大阪市 |
| 汐干橋         |                                                                       |                             | 大阪市 |
| 辰巳橋         |                                                                       |                             | 大阪市 |
| 境川町         | 大阪市電：市岡元町二丁目・九条中通一丁目方面                          |                             | 大阪市 |
| 岩崎橋         |                                                                       |                             | 大阪市 |
| 大正橋         | 大阪市電：三軒家・松島町二丁目方面                                    | 千日前通 大阪市道難波境川線 | 大阪市 |
| 幸町四丁目     |                                                                       | 千日前通 大阪市道難波境川線 | 大阪市 |
| 桜川二丁目     | 大阪市電：赤手拭稲荷前・あみだ池方面                                  | 千日前通 大阪市道難波境川線 | 大阪市 |
| 幸町一丁目     |                                                                       | 千日前通 大阪市道難波境川線 | 大阪市 |
| 湊町駅前       | 大阪市電：賑橋・北堀江通一丁目 日本国有鉄道：関西本線                 | 千日前通 府道大阪枚岡奈良線 | 大阪市 |
| 戎橋           | 大阪市営地下鉄：1号線                                                 | 千日前通 府道大阪枚岡奈良線 | 大阪市 |
| 千日前         |                                                                       | 千日前通 府道大阪枚岡奈良線 | 大阪市 |
| 日本橋筋一丁目 | 大阪市電：日本橋筋二丁目・道頓堀方面                                  | 千日前通 府道大阪枚岡奈良線 | 大阪市 |
| 下寺町         |                                                                       | 千日前通 府道大阪枚岡奈良線 | 大阪市 |
| 谷町九丁目     |                                                                       | 千日前通 府道大阪枚岡奈良線 | 大阪市 |
| 上本町六丁目   | 大阪市電：上本町八丁目・上本町四丁目方面 近畿日本鉄道：大阪線・奈良線 | 千日前通 府道大阪枚岡奈良線 | 大阪市 |
| 小橋西の町     |                                                                       | 千日前通 府道大阪枚岡奈良線 | 大阪市 |
| 下味原町       | 大阪市電：細工谷町・舟橋町方面                                        | 千日前通 府道大阪枚岡奈良線 | 大阪市 |
| 鶴橋           | 日本国有鉄道：城東線 近畿日本鉄道：大阪線・奈良線                     | 千日前通 府道大阪枚岡奈良線 | 大阪市 |
| 大成通一丁目   |                                                                       | 千日前通 府道大阪枚岡奈良線 | 大阪市 |
| 今里車庫前     |                                                                       | 千日前通 府道大阪枚岡奈良線 | 大阪市 |
| 今里           | 大阪市電：中道本通二丁目方面                                          | 千日前通 府道大阪枚岡奈良線 | 大阪市 |